# Winter World University Games 2025/Teilnehmer (Australien)
| Gelbes Symbol für Goldmedaillen mit stilisierten Olympischen Ringen | Graues Symbol für Silbermedaillen mit stilisierten Olympischen Ringen | Braundes Symbol für Bronzemedaillen mit stilisierten Olympischen Ringen |
| ------------------------------------------------------------------- | --------------------------------------------------------------------- | ----------------------------------------------------------------------- |
| —                                                                   | —                                                                     | —                                                                       |

Australien nahm mit 19 Athleten (13 Männer und 6 Frauen) an den Winter World University Games 2025 in Turin teil.

## Teilnehmer nach Sportarten

### Biathlon
| Athleten                    | Wettbewerbe          | Zeit        | Fehler        | Rang |
| --------------------------- | -------------------- | ----------- | ------------- | ---- |
| Frauen                      |                      |             |               |      |
| Isabella Moon               | 7,5 km Sprint        | 28:17,0     | 5 (2+3)       | 42   |
| Isabella Moon               | 10 km Verfolgung     | LAP         | LAP           | LAP  |
| Isabella Moon               | 12,5 km Einzel       | DNS         | DNS           | DNS  |
| Männer                      |                      |             |               |      |
| Noah Bradford               | 10 km Sprint         | 26:33,4 min | 4 (1+3)       | 29   |
| Noah Bradford               | 12,5 km Verfolgung   | 46:07,0 min | 8 (1+3+2+2)   | 23   |
| Noah Bradford               | 15 km Massenstart    | 45:51,6 min | 5 (1+0+4+0)   | 17   |
| Noah Bradford               | 15 km Einzel         | 44:47,0 min | 7 (1+2+1+3)   | 28   |
| Mixed                       |                      |             |               |      |
| Isabella Moon Noah Bradford | Single-Mixed-Staffel | LAP         | 3+9 (3+6 0+3) | 13   |

### Freestyle-Skiing
| Athleten   | Wettbewerbe | Qualifikation | Qualifikation | Finale        | Finale        | Finale        | Finale        | Rang |
| Athleten   | Wettbewerbe | Qualifikation | Qualifikation | Runde 1       | Runde 1       | Runde 2       | Runde 2       | Rang |
| Athleten   | Wettbewerbe | Punkte        | Rang          | Punkte        | Rang          | Punkte        | Rang          | Rang |
| ---------- | ----------- | ------------- | ------------- | ------------- | ------------- | ------------- | ------------- | ---- |
| Frauen     |             |               |               |               |               |               |               |      |
| Emma Bosco | Moguls      | 61,70         | 15            | ausgeschieden | ausgeschieden | ausgeschieden | ausgeschieden | 15   |

| Athleten   | Wettbewerbe | Gruppenphase | Gruppenphase | Halbfinale    | Halbfinale    | Finale        | Finale        | Rang |
| Athleten   | Wettbewerbe | Punkte       | Rang         | Gegner        | Ergebnis      | Gegner        | Ergebnis      | Rang |
| ---------- | ----------- | ------------ | ------------ | ------------- | ------------- | ------------- | ------------- | ---- |
| Frauen     |             |              |              |               |               |               |               |      |
| Emma Bosco | Dual Moguls | 7            | 2            | ausgeschieden | ausgeschieden | ausgeschieden | ausgeschieden | 8    |

| Athleten        | Wettbewerbe | Platzierungsrunde | Platzierungsrunde | Qualifikation | Vorläufe | Vorläufe | Halbfinale    | Finale        | Rang |
| Athleten        | Wettbewerbe | Zeit              | Rang              | Rang          | Punkte   | Rang     | Rang          | Rang          | Rang |
| --------------- | ----------- | ----------------- | ----------------- | ------------- | -------- | -------- | ------------- | ------------- | ---- |
| Männer          |             |                   |                   |               |          |          |               |               |      |
| Benjamin Irving | Skicross    | 36,06 s           | 16                | 1             | 5        | 16       | ausgeschieden | ausgeschieden | 16   |
| Luke Irving     | Skicross    | 34,52 s           | 11                | –             | 10       | 11       | ausgeschieden | ausgeschieden | 11   |

### Shorttrack
| Athleten      | Wettbewerbe | Qualifikation | Qualifikation | Vorlauf      | Vorlauf | Viertelfinale | Viertelfinale | Halbfinale    | Halbfinale    | Finale        | Finale        | Rang |
| Athleten      | Wettbewerbe | Zeit          | Rang          | Zeit         | Rang    | Zeit          | Rang          | Zeit          | Rang          | Zeit          | Rang          | Rang |
| ------------- | ----------- | ------------- | ------------- | ------------ | ------- | ------------- | ------------- | ------------- | ------------- | ------------- | ------------- | ---- |
| Männer        |             |               |               |              |         |               |               |               |               |               |               |      |
| Lucas Wareham | 500 m       | 42,611 s      | 2             | 42,472 s     | 2       | NT            | 5             | ausgeschieden | ausgeschieden | ausgeschieden | ausgeschieden | 16   |
| Lucas Wareham | 1000 m      | 1:32,195 min  | 3             | 1,28,700 min | 3       | NT            | 5             | ausgeschieden | ausgeschieden | ausgeschieden | ausgeschieden | 18   |
| Lucas Wareham | 1500 m      | —             | —             | —            | —       | 2:23,552 min  | 2             | 2:22,335 min  | 1             | 2:32,756 min  | 7             | 7    |

### Ski Alpin
| Athleten    | Wettbewerbe  | 1. Lauf     | 1. Lauf | 2. Lauf     | 2. Lauf | Gesamt      | Gesamt |
| Athleten    | Wettbewerbe  | Zeit        | Rang    | Zeit        | Rang    | Zeit        | Rang   |
| ----------- | ------------ | ----------- | ------- | ----------- | ------- | ----------- | ------ |
| Männer      |              |             |         |             |         |             |        |
| Hugh McAdam | Riesenslalom | 1:01,73 min | 11      | 1:03,53 min | 18      | 2:05,26 min | 13     |
| Hugh McAdam | Slalom       | 40,93 s     | 10      | 40,22 s     | 11      | 1:21,15 min | 9      |

### Skilanglauf
| Athleten                                                          | Wettbewerbe                   | Zeit        | Rang |
| ----------------------------------------------------------------- | ----------------------------- | ----------- | ---- |
| Frauen                                                            |                               |             |      |
| Isabella Moon                                                     | 10 km Freistil                | 32:55,6 min | 52   |
| Isabella Moon                                                     | 20 km Massenstart klassisch   | 1:25:53,1 h | 30   |
| Hannah Price                                                      | 10 km Freistil                | 31:03,4 min | 35   |
| Hannah Price                                                      | 20 km Massenstart klassisch   | 1:17:06,9 h | 22   |
| Männer                                                            |                               |             |      |
| Adam Barnett                                                      | 10 km Freistil                | 26:21,4 min | 48   |
| Adam Barnett                                                      | 20 km Massenstart klassisch   | 1:07:37,0 h | 56   |
| Noah Bradford                                                     | 10 km Freistil                | 26:23,7 min | 50   |
| Fredele de Campo                                                  | 10 km Freistil                | 27:02,3 min | 62   |
| Fredele de Campo                                                  | 20 km Massenstart klassisch   | 1:02:48,8 h | 38   |
| Vincent de Souza                                                  | 10 km Freistil                | 27:47,7 min | 76   |
| Vincent de Souza                                                  | 20 km Massenstart klassisch   | 1:08:28,0 h | 58   |
| Bentley Walker-Broose                                             | 10 km Freistil                | 25:44,0 min | 36   |
| Bentley Walker-Broose                                             | 20 km Massenstart klassisch   | 1:01:52,9 h | 36   |
| Fredele de Campo Bentley Walker-Broose Noah Bradford Adam Barnett | 4 × 7,5 km klassisch/Freistil | 1:13:38,7 h | 8    |

| Athleten                           | Wettbewerbe         | Qualifikation | Qualifikation | Viertelfinale | Viertelfinale | Halbfinale    | Halbfinale    | Finale        | Finale        | Rang |
| Athleten                           | Wettbewerbe         | Zeit          | Rang          | Zeit          | Rang          | Zeit          | Rang          | Zeit          | Rang          | Rang |
| ---------------------------------- | ------------------- | ------------- | ------------- | ------------- | ------------- | ------------- | ------------- | ------------- | ------------- | ---- |
| Frauen                             |                     |               |               |               |               |               |               |               |               |      |
| Isabella Moon                      | Sprint klassisch    | DNS           | DNS           | DNS           | DNS           | DNS           | DNS           | DNS           | DNS           | DNS  |
| Hannah Price                       | Sprint klassisch    | 3:57,43 min   | 36            | ausgeschieden | ausgeschieden | ausgeschieden | ausgeschieden | ausgeschieden | ausgeschieden | 36   |
| Männer                             |                     |               |               |               |               |               |               |               |               |      |
| Adam Barnett                       | Sprint klassisch    | 3:29,84 min   | 72            | ausgeschieden | ausgeschieden | ausgeschieden | ausgeschieden | ausgeschieden | ausgeschieden | 72   |
| Fredele De Campo                   | Sprint klassisch    | 3:11,94 min   | 31            | ausgeschieden | ausgeschieden | ausgeschieden | ausgeschieden | ausgeschieden | ausgeschieden | 31   |
| Vincent de Souza                   | Sprint klassisch    | 3:35,83 min   | 79            | ausgeschieden | ausgeschieden | ausgeschieden | ausgeschieden | ausgeschieden | ausgeschieden | 79   |
| Bentley Walker-Broose              | Sprint klassisch    | 3:15,89 min   | 49            | ausgeschieden | ausgeschieden | ausgeschieden | ausgeschieden | ausgeschieden | ausgeschieden | 49   |
| Mixed                              |                     |               |               |               |               |               |               |               |               |      |
| Hannah Price Bentley Walker-Broose | Teamsprint Freistil | 7:33,29 min   | 21            | —             | —             | —             | —             | ausgeschieden | ausgeschieden | 21   |
| Isabella Moon Vincent de Souza     | Teamsprint Freistil | 8:01,93 min   | 28            | —             | —             | —             | —             | ausgeschieden | ausgeschieden | 28   |

### Snowboard
| Athleten      | Wettbewerbe           | Qualifikation | Qualifikation | Achtelfinale  | Achtelfinale  | Viertelfinale | Viertelfinale | Halbfinale    | Halbfinale    | Finale/Platz 3 | Finale/Platz 3 | Rang |
| Athleten      | Wettbewerbe           | Zeit          | Rang          | Gegner        | Zeit          | Gegner        | Zeit          | Gegner        | Zeit          | Gegner         | Zeit           | Rang |
| ------------- | --------------------- | ------------- | ------------- | ------------- | ------------- | ------------- | ------------- | ------------- | ------------- | -------------- | -------------- | ---- |
| Frauen        |                       |               |               |               |               |               |               |               |               |                |                |      |
| Mia Chawner   | Parallel-Riesenslalom | 1:31,03 min   | 17            | ausgeschieden | ausgeschieden | ausgeschieden | ausgeschieden | ausgeschieden | ausgeschieden | ausgeschieden  | ausgeschieden  | 17   |
| Mia Chawner   | Parallel-Slalom       | 1:55,96 min   | 19            | ausgeschieden | ausgeschieden | ausgeschieden | ausgeschieden | ausgeschieden | ausgeschieden | ausgeschieden  | ausgeschieden  | 19   |
| Georgia Brose | Parallel-Riesenslalom | 1:35,70 min   | 20            | ausgeschieden | ausgeschieden | ausgeschieden | ausgeschieden | ausgeschieden | ausgeschieden | ausgeschieden  | ausgeschieden  | 20   |
| Georgia Brose | Parallel-Slalom       | 1:41,10 min   | 17            | ausgeschieden | ausgeschieden | ausgeschieden | ausgeschieden | ausgeschieden | ausgeschieden | ausgeschieden  | ausgeschieden  | 17   |

| Athleten        | Wettbewerbe    | Platzierungsrunde | Platzierungsrunde | Vorläufe | Vorläufe | Halbfinale    | Finale            | Rang |
| Athleten        | Wettbewerbe    | Zeit              | Rang              | Punkte   | Rang     | Rang          | Rang              | Rang |
| --------------- | -------------- | ----------------- | ----------------- | -------- | -------- | ------------- | ----------------- | ---- |
| Frauen          |                |                   |                   |          |          |               |                   |      |
| Lara Walsh      | Snowboardcross | 36,19 s           | 9                 | 14       | 7        | 3             | Kleines Finale: 3 | 7    |
| Männer          |                |                   |                   |          |          |               |                   |      |
| Max Vardy       | Snowboardcross | 32,37 s           | 11                | 16       | 6        | ausgeschieden | ausgeschieden     | 11   |
| Leon Davis-Cook | Snowboardcross | 34,93 s           | 22                | 10       | 11       | ausgeschieden | ausgeschieden     | 21   |
| Oscar Syers     | Snowboardcross | 35,30 s           | 24                | 10       | 11       | ausgeschieden | ausgeschieden     | 22   |
| Joel Bradford   | Snowboardcross | 35,23 s           | 23                | 8        | 14       | ausgeschieden | ausgeschieden     | 27   |